# Vilnska stolnica
Vilnska stolnica svetega Stanislava in svetega Ladislava (litovsko Vilniaus Šv. vyskupo Stanislovo ir Šv. Vladislovo arkikatedra bazilika, kratko Vilniaus katedra) je rimskokatoliška stolnica nadškofije Vilna, glavnega mesta Litve. Od leta 1985 ima status manjše bazilike. Gre za župnijsko in glavno cerkev v 1. dekaniji nadškofije Vilna.
Cerkev stoji ob vznožju grajskega griča Zgornjega gradu na Stolničnem trgu v Starem mestu Vilna in s tem na zgodovinskih tleh. Tu je bilo naselje že od najzgodnejših časov, zato je cerkev tesno povezana z litovsko zgodovino. Tu so potekala kronanja litovskih velikih vojvod in tukaj je bilo pokopanih veliko litovskih dostojanstvenikov.
Bazilika v sedanji obliki sega po obliki v klasicističnem slogu Laurynasa Gucevičiusa in je bila dokončana leta 1801. Zvonik je, tako kot številne cerkve v baltskih državah, samostoječ.
Cerkev je posvečena škofu svetemu Stanislavu iz Krakova in svetemu Ladislavu I., kralju Ogrske, dvema pomembnima podpornikoma katoliške cerkve v vzhodni srednji Evropi v 11. stoletju.

## Zgodovina
Stolnico v Vilni je mogoče videti kot prvo cerkev na litovskih tleh. Prva stavba je bila verjetno postavljena v času kralja Mindaugasa v 13. stoletju. Mindaugas se je leta 1251 iz političnih razlogov preusmeril v krščanstvo in imel majhno gotsko troladijsko cerkev na kvadratnem tlorisu s korom, zgrajenim ob poganskem kraju čaščenja . Njegove posmrtne ostanke so našli pod današnjo cerkvijo konec 20. stoletja . Po Mindaugasovi smrti leta 1263 so poganski duhovniki spet prevzeli oblast in pod grajskim gričem je morda stal poganski tempelj . Dejanska kristjanizacija Litve je potekala šele v poznem 14. stoletju, ko je bil krščen veliki vojvoda Jagielo, da bi ohranil poljsko kraljevo krono. Da bi poudaril resnost svojega krsta, je Jagielo leta 1387 postavljeno drugo cerkev. Naslednje leto je nadškof Bodzanta iz Gniezna ob imenovanju Jagiela za poljskega kralja posvetil novo cerkev kot sedež škofa v Vilni. Hkrati z gradnjo stolnice je bila ustanovljena šola za usposabljanje mladih bogoslovcev. Bila je prva šola v Litvi in najpomembnejša do ustanovitve jezuitskega kolegija leta 1570.
Jagielova cerkev je leta 1419 pogorela in njegov bratranec, veliki vojvoda Vitold Veliki, je zgradil novo gotsko cerkev. Njene stene še danes določajo notranjost cerkve. Kapele so bile dodane na obeh straneh v 15. in 16. stoletju. Požari v 16. in 17. stoletju so privedli do obnove v sedanjem arhitekturnem slogu, renesansi (1534–1557) in baroku (1612–1632). Hkrati je bila zgrajena pomembna Kazimirjeva kapela (1624–1636). Vojna z Moskvo leta 1654–1657 je stolnico močno poškodovala, tako da so bila v letih 1666–1676 izvedena obsežna notranja dela. Konec 17. stoletja je bila okrašena Kazimirjeva kapela. Leta 1769 se je zaradi strele porušil eden od dveh cerkvenih stolpov, ki so bili zgrajeni med baročno obnovo na portalu, cerkev pa je bilo treba zapreti.
Današnji klasicistični videz sega v projekt litovskega arhitekta Stuoka-Gucevičiusa, ki je bil realiziran od leta 1783. Po 15 letih gradnje je bilo delo končano leta 1801 pod vodstvom arhitekta Michaela Schulza (Stuoka-Gucevičius je umrl leta 1798). Preden je bilo delo končano,  je bila škofija v Vilni ukinjena po vključitvi Litve v Ruski imperij med letoma 1795 in 1798 in je bila nato postavljena pod nadškofijo Mogiljow . Škofje niso mogli opravljati svoje funkcije in ko se je univerza zaprla, je škofija izgubila svoj center za usposabljanje. Ko je bila Kazimirjeva cerkev po poljsko-litovski vstaji leta 1831 spremenjena v pravoslavno cerkev, so v niše zunanjih sten stolnice prišle skulpturi iz rokokoja s figurami litovskih velikih vojvod, svetnikov in apostolov.
V prvi svetovni vojni so jo oropali Nemci, stolnica pa je bila po vojni predmet spora med Poljsko-litovsko skupnostjo. S končno dodelitvijo območja Vilne Poljski od leta 1923 obstajajo samo poljsko govoreče službe. Leta 1925 je stolnica postala sedež nove nadškofije Vilna, zahodna območja nekdanje škofije v Vilni, ki je ostala v Litvi, pa so tvorila novo škofijo Kaišiadorjs. Po odkritju razpok v stenah leta 1931 so bila v letih 1932–1939 izvedena obsežna obnovitvena dela, vključno z izgradnjo nove kripte pod Kazimirjevo kapelo.
Po drugi svetovni vojni so stolnico sovjetske oblasti leta 1949 zaprle. Po skoraj treh letih, med katerimi so jo večkrat oropali in odnesli umetniške predmete, se je leta 1953 začelo preurejanje v umetniško galerijo, ki je bila odprta leta 1956. Krsto svetega Kazimirja so že leta 1953 prenesli v cerkev sv. Petra in sv. Pavla.
Leta 1989 je bila stolnica vrnjena katoliški cerkvi in 5. februarja 1989 ponovno posvečena. 3. marca 1989 so v slovesni procesiji iz cerkve sv. Petra in sv. Pavla v Kazimirjevo kapelo pripeljali Kazimirjevo krsto.

## Arhitektura
Zunanjost današnje cerkve oblikuje klasicistična zasnova Stuoka-Gucevičiusa, notranjost pa izvira iz gotske troladijske cerkve iz 15. stoletja. Stuoka-Gucevičius je dal zunanjosti strogo starinsko podobo: po dorskem redu mogočni gladki stebri nosijo friz triglifov, portal pa zapira mogočno trikotno čelo. Relief v trikotnem čelu kaže Noetovo zahvalo, potem ko so ga rešili pred potopom. Tri skulpture na zatrepu je ustvaril kipar Karol Jelski v letih 1786–1792 in prikazujejo svetega Stanislava (zavetnika Poljske; levo), svetega Kazimirja (zavetnika Litve; desno) in svete Helene (v sredini). Sovjetski vladarji so jih leta 1950 uničili. Po dolgih razpravah je bilo odločeno, da se jih ponovno postavi, kopije pa so od leta 1997 spet na zatrepu. Na levi strani stavbe je bila na nivoju kora zakristija, enaka v konstrukciji kapele, ki daje cerkvi simetrijo, ki jo je iskal v klasicistični zasnovi. Kazimirjeva kapela je ostala nespremenjena, tako da ima tudi zakristija baročni videz. Poleg tega so bile grobne kapele iz 16. in 17. stoletja opremljene z enotno zunanjo steno, okna so se povečala navzdol in razširila s predstavljeno dorsko vrsto stebrov.

## Notranjost
Klasicistični vtis daje tudi notranjost cerkve. Stebri, ki segajo v gotsko triladijsko dvoransko cerkev iz 15. stoletja, so bili opremljeni s klasičnimi elementi, prav tako oboki. Glavni oltar s svojim frizom, podprtim s črnimi in zelenimi pikčastimi marmornatimi stebri in zgornjim trikotnim čelom, spominja na dorski red zunanjosti. Slika na sredini nad oltarjem je delo Franciszka Smuglewicza (1797) in prikazuje mučeništvo svetega Stanislava. Na oltarju iz 18. stoletja je tabernakelj, izjemno dragoceno delo iz delavnice augsburškega zlatarja Matthiasa Walbauma iz leta 1623/25. Na reliefih na vratih sta prikazani Zadnja večerja in Pridiga na oljčnem vrtu. Razpelo na oltarju je uokvirjeno v likih svetega Stanislava in sv. Kazimirja. Na desni strani glavnega oltarja so v začetku 16. stoletja dodali tako imenovano 'škofovo kapelo'. Ime izhaja iz dejstva, da so bili v nadaljnjem poteku pod tlemi pokopani vilnski škofje. Nad tabernakljem, v katerem se danes hrani sveti zakrament (zato se kapelica uradno imenuje kapela najsvetejšega), je slika Gonzaga Nuneza (1877).
16 slik Constantina Villanija iz druge polovice 18. stoletja visi na obeh straneh sten stranskih ladij, nasprotujoči si prizori iz Nove zaveze (severna stran) s prizori iz Stare zaveze (južna stran). Slike na oltarni strani (Hranjenje 5000 in Žrtvovanje Melchizedech; 1785) in slika Peter krsti vojake v zaporu (1801) je ustvaril Franciszek Smuglewicz, prav tako apostole med stebri v glavni ladji (1785).

## Zvonik
Prostostoječi zvonik je bil prvotno okrogel obrambni stolp Spodnjega gradu iz druge polovice 14. stoletja. Zunanje strelne odprtine so vidne še danes. Temelji so zdaj 1,2 metra globoko v tleh. Verjame se, da je že v 15. stoletju služil kot zvonik, v gotskem slogu pa so ga povečali za osmerokotno nadstropje. V 16. stoletju so ga povišali za še dve nadstropji (~ 1550 in 1598). Po požaru leta 1610 je bilo treba obnoviti tudi poškodovani zvonik. Ure izvirajo iz 17. stoletja, kapa iz leta 1897. Stolp je zaradi starosti in mehkih temeljnih tal rahlo kriv. Danes je visok 52 m (57 m s križem).

## Kronanja in grobnice
Od Vitolda (1401) do Sigismunda II. Avgusta 15. avgusta (1529) je bilo v stolnici kronanje litovskih velikih vojvod. Tu so bili pokopani tudi pomembni litovski državniki in plemiči, njihove žene in cerkveni dostojanstveniki. Verjame se, da je leta 1547 v stolnici potekala tajna poroka Sigismunda II. Avgusta z Barbaro Radziwiłł. Prvo pokopališko kapelo je leta 1397 ustanovil prvi vilnski škof Andrej Vasila. Med izkopavanji leta 1985 je bila odkrita kripta, edina s stenskimi poslikavami. Lahko bi bila Vitoldova grobnica. Ohranjen fragment prikazuje Jezusa na križu z Marijo in Janezom in je najstarejše ohranjeno pričevanje o stenskem slikarstvu v Litvi.
V naslednjih stoletjih so stolnici dodali nove kapele ali jih pozneje prezidali. Stuoka-Gucevičius je skušal kapele pripeljati v red v svoji simetrični zasnovi. Od takrat je bilo v stolnici 11 kapel, najstarejša je bila Valavičiusova (prva kapela na levi strani), katere stene so ohranjene še iz renesančnega obdobja in znamenita Kazimirjeva kapela. Med izkopavanji pod cerkvijo so bile leta 1931 najdene grobnice, med letoma 1932 in 1939 pa je pod Kazimirjevo kapelo nastala nova grobnica, v kateri so pokopani:
- Aleksander Jageilon (1461–1506), poljski kralj in veliki vojvoda Litva
- Elizabeta Avstrija (1526–1545) in Barbara Radziwiłł (1520–1551), ženi Sigismunda II. Avgusta, poljskega kralja in velikega vojvoda Litve
- v urni je bilo srce Vadadislava IV. Vasa (1595–1648), kralja Poljske in velikega vojvode Litve

Poleg tega je stolnica med drugim tudi grobnica:
- Vitold (1350-1430), imenovan Veliki, veliki vojvoda Litve in njegova druga žena Anna Swjatoslawna
- Sigismund Kęstutaitis (~ 1365–1440), Vitoldov brat in veliki vojvoda Litve (1432 do 1440)
- Švitrigaila (~ 1370–1452), brat Jagiela in veliki vojvoda Litve (1430 do 1432)
- sveti Kazimir (1458–1484), sin Kazimirja IV. Jagelonca, poljskega kralja
- Sigismund I. (1467–1548), poljski kralj in veliki vojvoda Litve
- Albrecht Goštautas (1480–1539), litovski kancler (1522 do 1539)
- škof Valerijonas Protasevičius (? –1580), škof v Vilni
- Sigismund III. Vasa (1566-1632), poljski kralj in veliki vojvoda Litve

### Kazimirjeva kapela
Kazimirjeva kapela je bila zgrajena med letoma 1624 in 1636 na pobudo poljskih kraljev Sigismunda III. Vase in njegovega sina Vladislava IV. V začetku 17. stoletja je čaščenje svetega Kazimirja doseglo nove razsežnosti. Kazimir je bil kanoniziran leta 1521, manj kot 40 let po smrti; že leta 1501 je papež Aleksander VI. obiskal njegovo grobnico v stolnici . Leta 1603 so ob potrditvi njegove kanonizacije odprli njegovo krsto in našli njegovo nepoškodovano truplo, kar je povečalo privlačnost. Kazimir je bil med ljudmi priljubljen kot utelešenje nesebičnega, pravičnega in varčnega vladarja. Skladno s tem je poudarjena  dekoracija kapele.
Kapela stoji na kvadratnem tlorisu in je okronana z osmerokotno kupolo, ki je na vrhu pozlačena. Zgrajena je bila iz dragocenega peščenjaka s Švedskega in obložena z rdečim in črnim marmorjem. Njena notranjost je opremljena z deli iz druge polovice 17. stoletja, ki so jih po opustošenju ruske okupacije, izvedli med letoma 1655 do 1660. V svoji kombinaciji dragocenih marmornih sten, fresk in polplastičnih štukaturnih okraskov kaže močne vzporednice s samostansko cerkvijo v Pažaislisu in cerkvijo sv. Petra in sv. Pavla v Vilni, umetniki so bili isti. Freske je naslikal Michelangelo Palloni (1691–1692), štukature, ki so obdajale slike, je ustvaril Pietro Perti.
Freske prikazujejo Čudež na skrinji svetega Kazimirja (desna stran) in Odpiranje skrinje svetega Kazimirja (leva stran). Na stropnih slikah je prikazan nad oltarjem Kazimir, ki prejema križ in lilijo od angela in hvalnico Omni die dic Mariae , pa tudi nad vhodom Kazimirjev boj s skušnjavo in njegovo zmago nad skušnjavo. Slednji dve sliki je izdelal Franciszek Smuglewicz (1797).
Kazimirjevo truplo hranijo v izvrstno izdelani srebrni krsti, ki je bila dokončana do leta 1747. Lik svetega Kazimirja, ki je na njem ustoličen, izvira iz nekdanje krste. Krsta stoji nad oltarjem kapele, ki ga krasi podoba svetnika, ki je obložena s srebrom, le tri roke so brez slike. Slika sega okoli leta 1520 in je bila obnovljena leta 1594. Takrat so bili morda poskusi spremeniti položaj desne roke, v kateri ima Kazimir lilije (simbol čednosti in atribut Marije). Vendar se je to prebarvanje znova pokazalo in hitro so ga razglasili za čudež. Srebrna prevleka je povezana s polaganjem svetega Kazimirja v dokončani kapeli (1636) .
V nišah stojijo posrebrene figure neznanih vladarjev. Verjetno izvirajo iz prve polovice 18. stoletja in so bili prvič omenjeni leta 1755. Njihov izvor ni znan .

### Valavičiusova kapela
Prva kapela levo (severno) od vhoda je Valavičiusova kapela, imenovana tudi Škofova kapela. Ostanki svetega Kazimirja so bili v njej hranjeni do leta 1604, ko se je imenovala kraljeva kapela. Škof Valavičius je postavil kapelo kot svojo grobnico. Štukaturno delo med drugim prikazuje štiri evangeliste, štiri freske na stropu štiri najpomembnejše faze Marijinega življenja: pridiganje, obiskovanje, vnebovzetje in kronanje. Škofov nagrobnik (1572–1630) je na desni stranski steni.